# Lamayou
Lamayou település Franciaországban, Pyrénées-Atlantiques megyében. Lakosainak száma 211 fő (2022. január 1.). Lamayou Caixon, Vic-en-Bigorre, Bentayou-Sérée, Casteide-Doat, Castéra-Loubix, Labatut-Figuières, Pontiacq-Viellepinte és Montaner községekkel határos.

## Népesség
A település népességének változása:
| Lakosok száma | 196  | 196  | 203  | 201  | 204  | 204  | 208  | 208  | 211  |
|               | 2013 | 2015 | 2016 | 2017 | 2018 | 2019 | 2020 | 2021 | 2022 |